# Thorvald Nicolai Thiele
Thorvald Nicolai Thiele (Copenhage, 24 de dezembro de 1838 – 26 de setembro de 1910) foi um astrônomo dinamarquês, diretor do Observatório Østervold. Foi também um atuário e matemático, conhecido por seu trabalho em estatística, interpolação e no problema dos três corpos.
Thiele foi o primeiro a propor uma teoria matemática do movimento browniano, introduziu os cumulantes e funções de verossimilhança, e foi considerado o maior estatístico de todos os tempos por Ronald Fisher. No início da década de 1900 desenvolveu e propôs uma generalização da votação por aprovação para eleições com múltiplos ganhadores chamada votação por aprovação proporcional sequencial, que foi brevemente usada para listas de partidos na Suécia quando a representação proporcional foi introduzida em 1909.
Thiele foi também um fundador e diretor matemático da Hafnia Insurance Company e liderou a fundação da Sociedade dos Atuários da Dinamarca. Foi através de seu trabalho em seguro que entrou em contato com o matemático Jørgen Pedersen Gram.
Thiele é pai do astrônomo Holger Thiele.
Os asteroides da cintura principal 843 Nicolaia (descoberto por seu filho Holger) e 1586 Thiele são nomeados em sua memória.